# Andreas Bluhm (Politiker)

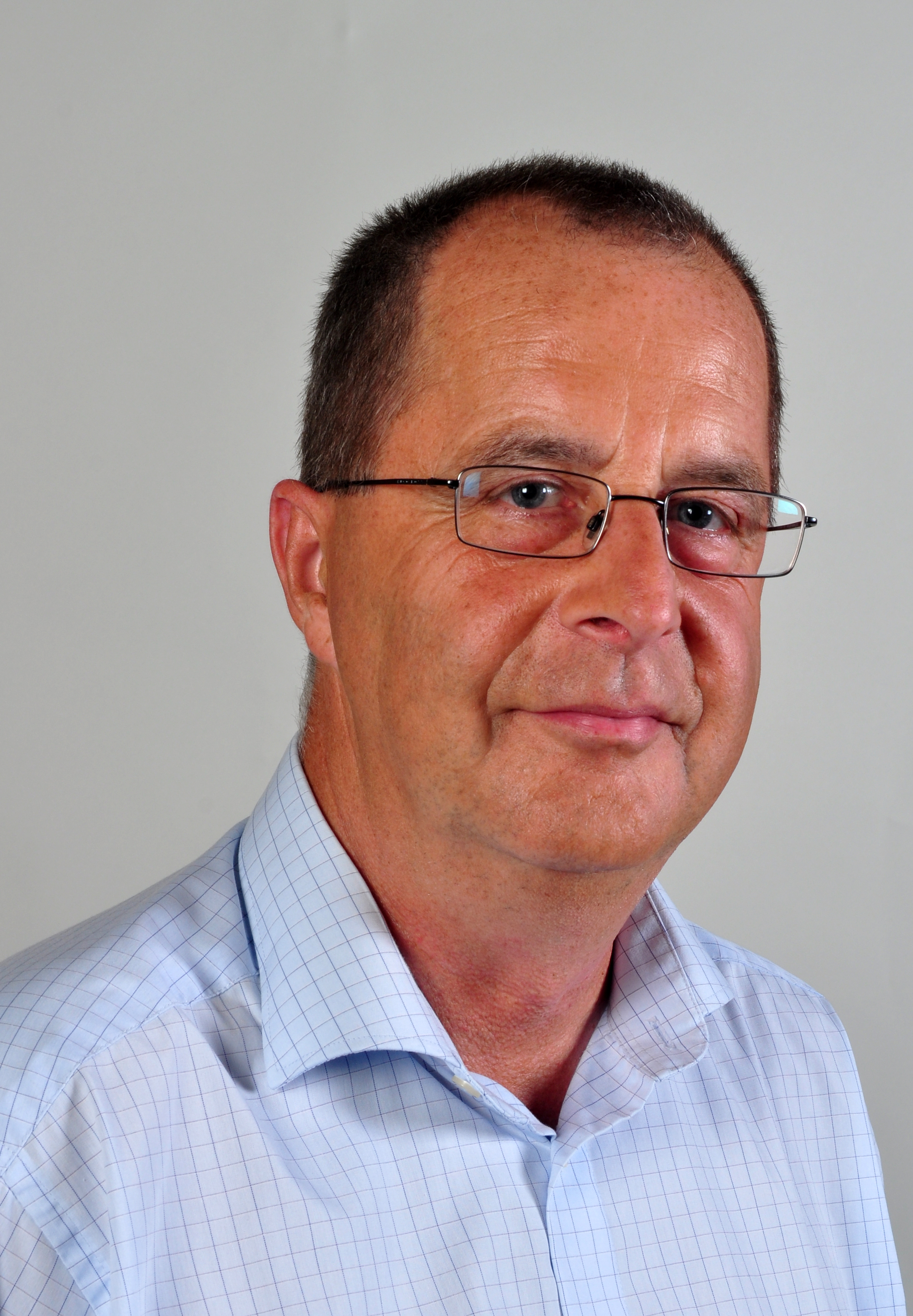
Andreas Bluhm, 2013

Andreas Bluhm (* 10. Dezember 1959 in Schwerin) ist ein deutscher Politiker (PDS und Die Linke). 1990 bis 2011 war er Landtagsabgeordneter und seit 2001 Vizepräsident im Landtag von Mecklenburg-Vorpommern.

## Leben
Bluhm machte nach dem Abschluss der Polytechnischen Oberschule eine Lehre zum Maschinen- und Anlagenmonteur. Von 1978 bis 1979 arbeitete er in diesem Beruf, anschließend erwarb er an der Hochschule Wismar die Hochschulreife, mit der er von 1984 bis 1987 ein Studium der Gesellschaftswissenschaften absolvierte. Er war von 1980 bis 1990 hauptamtlicher Mitarbeiter der FDJ. Bluhm ist konfessionslos, verheiratet und hat zwei Kinder.

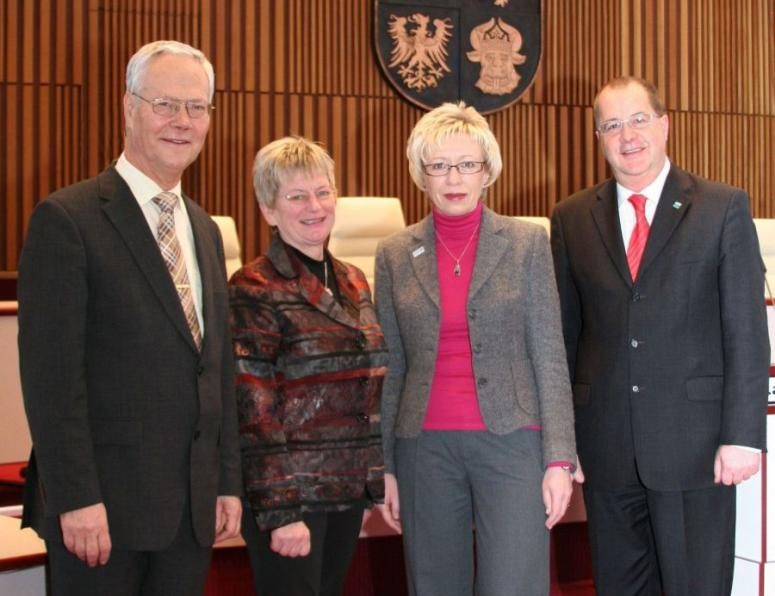
Andreas Bluhm (rechts) mit dem Präsidium des Landtags 2010

## Politik
Bluhm trat im Jahr 1979 der SED bei. Nach der Wende und friedlichen Revolution und der damit verbundenen Umbenennung der SED, wurde er Mitglied der PDS. Er wurde Mitglied der Gewerkschaft Erziehung und Wissenschaft und des Präsidiums des Landessportbundes Mecklenburg-Vorpommern e. V. Bei der Landtagswahl in Mecklenburg-Vorpommern 1990 wurde er erstmals ins Parlament gewählt, dem er ab dem 26. Oktober 1990 angehörte. Von 1995 bis 1998 war er stellvertretender Vorsitzender der PDS-Fraktion im Landtag und von 1994 bis 1998 stellvertretender Vorsitzender des Kulturausschusses. Bluhm wurde 1998 zum Vorsitzenden des Ausschusses für Bildung, Wissenschaft und Kultur im Landtag gewählt und blieb dies bis 2001. Seit dem 14. November 2001 war er Zweiter Vizepräsident des Landtages. Außerdem war Bluhm Sprecher der Linksfraktion für Bildung, Medien und Sport. Er wurde über die Landesliste seiner Partei gewählt. Die Kandidatur im Landtagswahlkreis Nordwestmecklenburg I blieb erfolglos.